# She Came In through the Bathroom Window (The Beatles)
She Came In through the Bathroom Window is een lied dat geschreven is door Paul McCartney van The Beatles. Zoals gebruikelijk in deze periode staat het op naam van Lennon-McCartney. She Came In through the Bathroom Window verscheen in september 1969 op het album Abbey Road, en is het vijfde nummer van de Abbey-Road-Medley.

## Achtergrond
Een ongeorganiseerde groep fervente Beatles-fans, de zogenaamde Apple scruffs, was te vinden voor het gebouw van Apple Corps, de Abbey Road Studios, en de woningen van de bandleden, in de latere jaren van Beatlemania, de periode waarin de bewondering voor de Beatles door een groot deel van de fans als het ware hysterische proporties aannam. Een van de 'scruffs' vond een ladder in de tuin van McCartney's huis in St John's Wood, Westminster, Groot-Londen. De vrouw in kwestie, Diane Ashley, nam de ladder en plaatste ze tegen het badkamerraam dat ietwat openstond. Vervolgens liet ze de andere 'scruffs' binnen. Iemand in de groep stal een foto waar McCartney erg aan gehecht was. McCartney vroeg aan een kennis die deel uitmaakte van de groep of ze de foto kan terughalen, wat effectief gebeurde.
Tijdens de opnamen van het album Let It Be in januari 1969, vóór de opnamen van het Abbey Road-album, werd een tragere versie van het nummer opgenomen. Die versie is te vinden op het album Anthology 3.

## Muzikanten
Bezetting volgens Ian MacDonald:
- Paul McCartney – zang, achtergrondzang, basgitaar, leadgitaar, piano, elektrische piano
- John Lennon – zang, achtergrondzang, twaalfsnarige akoestische gitaar
- George Harrison – achtergrondgitaar, leadgitaar
- Ringo Starr – drums, tamboerijn, maraka's, koebel

## Coverversies
- Joe Cocker nam een versie op voor zijn tweede studioalbum Joe Cocker! Het nummer werd in 1970 als single uitgebracht, bereikte plaats 30 in de Verenigde Staten en plaats 18 in Nederland.[3]
- Ike & Tina Turner coverden het nummer voor hun album Feel Good uit 1972.